# Charmeil
Charmeil – miejscowość i gmina we Francji, w regionie Owernia-Rodan-Alpy, w departamencie Allier.

## Demografia
Według danych na rok 1990 gminę zamieszkiwały 564 osoby, a gęstość zaludnienia wynosiła 76 osób/km². W styczniu 2015 r. Charmeil zamieszkiwało 814 osób, przy gęstości zaludnienia wynoszącej 109,7 osób/km².